# Alli Halling
Alli Halling, egentligen Anna Lisa Halling, född 3 maj 1907, död 15 maj 1966 i Danderyd, var en svensk skådespelare, journalist och författare.
Halling var först gift med skådespelaren Bengt Djurberg åren 1931–1938 och därefter med Einar Axelsson från 1938 till sin död. Hon är begravd på Danderyds kyrkogård.

## Filmografi
- 1929 – Hjärtats triumf
- 1930 – Den gamla gården
- 1931 – Ungkarlsparadiset
- 1932 – Vi som går köksvägen
- 1940 – Kyss henne!
- 1940 – Hanna i societén
- 1940 – Åh, en så'n advokat
- 1941 – Så tuktas en äkta man
- 1946 – Bröder emellan

## Teater

### Roller
| År   | Roll               | Produktion                                                | Regi               | Teater         |
| ---- | ------------------ | --------------------------------------------------------- | ------------------ | -------------- |
| 1929 | En collegeflicka   | Vid 37de gatan Elmer Rice                                 | Svend Gade         | Oscarsteatern  |
| 1930 | Emilie Krone       | En liten olycka Floyd Dell och Thomas Mitchell            | Gösta Ekman        | Oscarsteatern  |
| 1930 | Anne-Sofie Juliane | Storken Thit Jensen                                       | Harry Roeck Hansen | Blancheteatern |
| 1931 | Clemence           | Lidelser August Villeroy                                  | Sture Baude        | Blancheteatern |
| 1931 | Juliane            | Storken Thit Jensen                                       | Harry Roeck Hansen | Blancheteatern |
| 1931 | Eva Arndt          | Till polisens förfogande Max Alsberg och Otto Ernst Hesse | Harry Roeck-Hansen | Blancheteatern |
| 1936 | Tessie             | Gröna hissen Avery Hopwood                                | Gösta Ekman        | Vasateatern    |
| 1942 | Erica Mogensen     | Lille Napoleon Paul Sarauw                                | Max Hansen         | Vasateatern    |
| 1942 | Dolkstekelns larv  | I vår Herres hage Josef Čapek och Karel Čapek             | Gösta Folke        | Vasateatern    |
| 1942 |                    | Min syster Eileen Joseph Fields och Jerome Chodorov       | Gösta Folke        | Vasateatern    |

### Artiklar iDamernas värld
- Halling, Alli; Hübinette-Lindberg, Anna (1948). Hans älsklingsrätt. För henne. Stockholm: Damernas värld. Libris 1399155
- Halling, Alli (1948). Världens bästa kakor. För henne. recepten granskade av Inga-Lisa Holmberg. Stockholm: Damernas värld. Libris 1399160
- Halling, Alli (1948). Hemmets vackraste blommor. För henne. Genomsedd och granskad av Olof Dahlfalk. Stockholm: Damernas värld. Libris 1399156
- Halling, Alli (1949). Fransk vardagsmat. .... För henne. Stockholm: Damernas värld. Libris 1399152
- Halling, Alli (1949). God matsäck varje dag. .... För henne. Stockholm: Damernas värld. Libris 1399153
- Halling, Alli (1949). Han och hon i stickat. .... För henne. Stockholm: Damernas värld. Libris 1399154
- Halling, Alli (1949). Vardagsvacker i stickat. För henne. Modellerna komponerade av Eva Selander. Stockholm: Damernas värld. Libris 1399158
- Halling, Alli (1949). Fransk vardagsmat. .... För henne. Stockholm: Damernas värld. Libris 1399152
- Halling, Alli (1949). Mitt vinterförråd. .... För henne. Stockholm: Damernas värld. Libris 1399157
- Halling, Alli (1949). Vi sätter bo. .... För henne. Stockholm: Damernas värld. Libris 1399159

### Böcker
- Halling, Alli (1952). Resa i franskt kök. Stockholm: Wahlström & Widstrand. Libris 1452288
- Halling, Alli (1954). Att äta ute: kulinarisk vägvisare : Sverige. Uppsala: Nyblom. Libris 1452286
- Halling, Alli (1954). Kulinarisk vägvisare: Frankrike. (2. uppl.). Uppsala: Nyblom. Libris 1452287
- Halling, Alli (1956). Grillmanboken. Stockholm: Hermelins Handels AB. Libris 9356650
- Halling, Alli (1960). Bland grytor och kastruller: kokbok för barn. illustrationer av Pelle Silfverhjelm. Uppsala: Lindblad. Libris 1495600